# Nazzareno Cipriani
Nazzareno Cipriani (Roma, 23 ottobre 1843 – Roma, 1925) è stato un pittore italiano.

## Biografia
Discendente da una famiglia veneta, studiò a Roma e lavorò presso lo studio del pittore napoletano Achille Vertunni, accanto ai pittori Pietro Barucci e Pio Joris. In quegli anni fece il suo apprendistato, dedicandosi a soggetti storici e biblici.
Nazzareno Cipriani esordì esponendo paesaggi veneziani e romani, scene di genere e di vita popolare. Le sue vedute veneziane sono colte nel grigio chiarore di un'aspettativa di pioggia, mentre una gondola in controluce – elemento scuro e solitario – indica esattamente il luogo. Pastorella in costume laziale, Il pifferaio, Ciociara, Ragazza che tira l'acqua da un pozzo e Ragazza veneziana non si discostano troppo dalle rappresentazioni di genere, tanto amate dai turisti del Grand Tour, ma sono realizzate con dovizia di particolari.

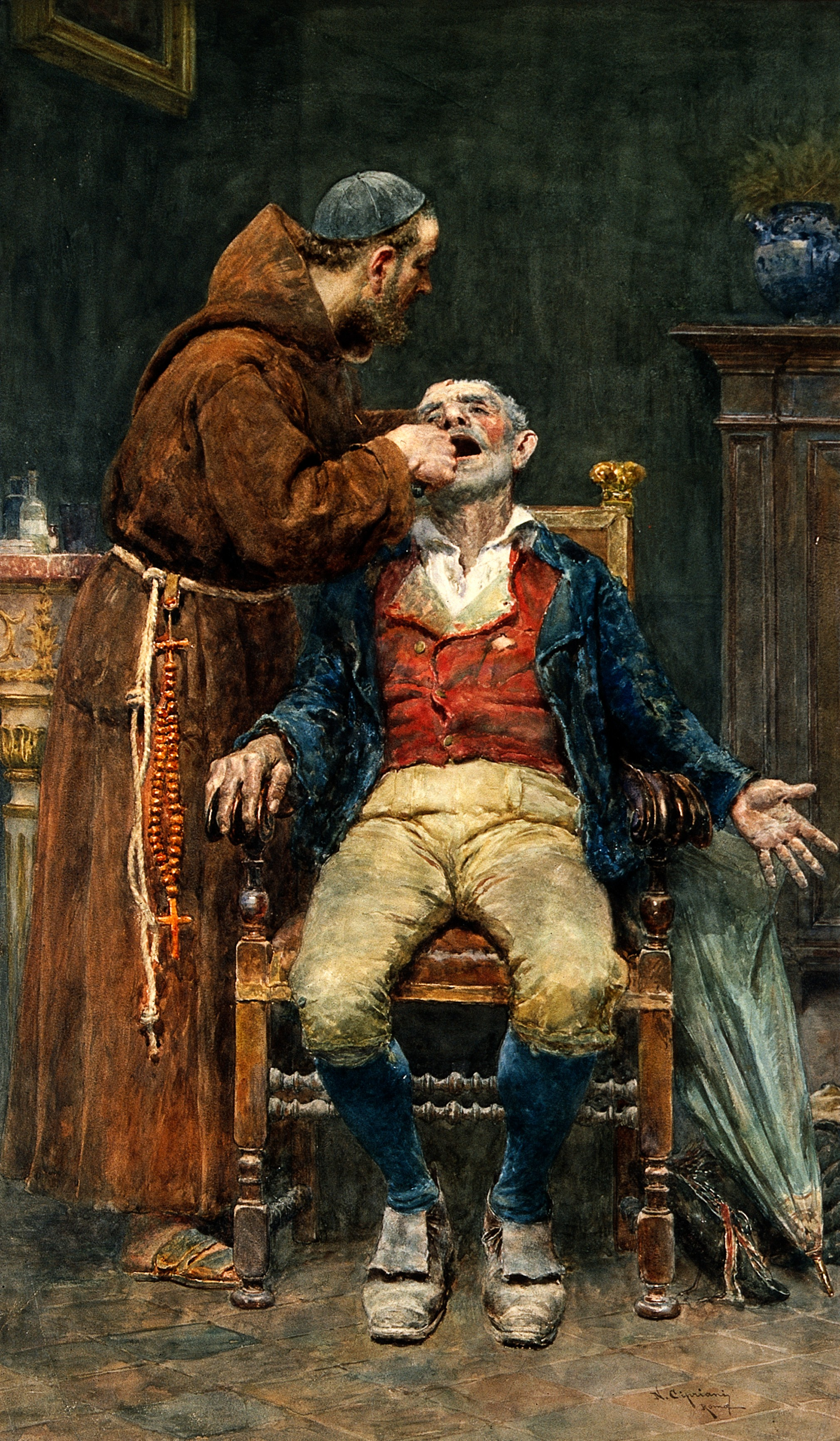
Frate che estrae un dente

Nel 1870, alla mostra romana degli Amatori e Cultori presentò Una monaca che adacqua i fiori, e nel 1873 inviò all'Esposizione di Vienna Un mercato di polli. Attratto dalla complessità pittorica e più cromatica di Mariano Fortuny, adottò anche la tecnica della tempera e dell'acquarello. Una sottile melanconia traspare dai suoi ritratti femminili.
Visse anche l'epoca della pittura orientalista e per questo fece un viaggio in Paesi dell'Africa del nord, traendo spunti per odalische e per donne more, velate e riccamente ingioiellate. Aveva lo studio a via Margutta, accanto ad un altro orientalista e settecentistaː Enrico Tarenghi.
Nel 1875 fu tra i dieci fondatori dell'Associazione degli Acquarellisti romani, con i quali partecipò a mostre fino al 1913. Inviò i suoi acquarelli all'Esposizione di Parigi del 1878. A Roma fu presente all'Esposizione Nazionale del 1883 con L'addio della sposa e alle mostre del gruppo In arte libertas, del 1901 e del 1902. Partecipò a Londra ad esposizioni della Reale Accademia e a Roma divenne membro dell'Accademia di San Luca. A Roma aveva lo studio in via Margutta, 48, dove dava lezioni private.

### Opere in Musei
- Paesaggio veneziano, Roma, Galleria nazionale d'arte moderna e contemporanea